# Marsz–2
Marsz–2 a szovjet Marsz-program második generációjának első űrszondája. A  Mars mesterséges holdja lett, műszertartálya pedig elsőként érte el a Mars felszínét.

## Küldetés
1971. május 19-én indították, menet közben az űrszonda önállóan pályakorrekciót végezett. 1971. november 27-én 1380 kilométerre megközelítette a Marsot, és szabadon engedte a leszállóegységet. Ez nem a megfelelő szögben érte el a légkört. A leszálló rendszer nem működhetett és a leszállóegység becsapódott a felszínbe. Ez volt az első ember készítette szerkezet, amely elérte a Mars felszínét.

## Jellemzői
Feladata megegyezik a Marsz–3-mal: tartályt eljuttatni a bolygó felszínére, és műholdként vizsgálni a Mars viszonyait. Repülés közben a kozmikus sugárzás, a napszél, a bolygóközi mágneses tér és a meteoritáramok tanulmányozása, közelrepülés közben fotók és televíziós felvételek készítése. Súlya jelentősen megnőtt, 4,65 tonna volt. Két fő része volt, a Mars körüli kutatásokat végző orbitális egység, és a felszín kutatására tervezett leszállóegység. Az orbitális egység pályája 18 órás elliptikus pálya volt, aminek perigeuma 1380 kilométer, apogeuma 25 000 kilométer volt. Több hónapig közvetített adatokat a Marsról és a környező világűrről.

## 1971-es Marsz űrszondák
(az indulás dátuma)
- Marsz–2 (1971. május 19.)
- Marsz–3 (1971. május 28.)